# آرتور الن سیدلمن
آرتور الن سیدلمن (انگلیسی: Arthur Allan Seidelman) یک کارگردان اهل ایالات متحده آمریکا است. 
وی همچنین برنده جوایزی همچون جایزه امی بهترین مجموعه تلویزیونی کودکان در سال ۱۹۸۰ برای ای‌بی‌سی ویژه بعد از مدرسه شده است.

## فیلم‌ها
- هرکول در نیویورک
- اشارات بدن
- سرود کریسمس
- پوکر آلیس